# Molophilus unispiculatus
Molophilus unispiculatus är en tvåvingeart som beskrevs av Alexander 1959. Molophilus unispiculatus ingår i släktet Molophilus och familjen småharkrankar. Inga underarter finns listade i Catalogue of Life.